# Moorpark Park
Moorpark Park ist ein kleiner Park im Viertel Studio City der amerikanischen Großstadt Los Angeles. Der Park hat die Grundfläche eines rechtwinkligen Dreiecks. Er wird im Westen durch die Greenbush Avenue und im Süden durch die Moorpark Street begrenzt. Die Hypotenuse im Norden bildet der Tujunga Wash. Im Park befinden sich Picknicktische und ein Spielplatz.